# Березинський сільський округ
Бере́зинський сільський округ (каз. Березин ауылдық округі, рос. Березинский сельский округ) — адміністративна одиниця у складі Казталовського району Західноказахстанської області Казахстану. Адміністративний центр та єдиний населений пункт — село Кайинди.
Населення — 880 осіб (2021; 1120 у 2009, 1478 у 1999, 1482 у 1989).
Станом на 1989 рік існувала Березинська сільська рада (села Березино, Руська Таловка).

## Склад
До складу округу входять такі населені пункти:
| Населений пункт | Старі назви    | Населення, осіб (1989) | Населення, осіб (1999) | Населення, осіб (2009) | Населення, осіб (2021) |
| --------------- | -------------- | ---------------------- | ---------------------- | ---------------------- | ---------------------- |
| Кайинди, село   | Березино       | 1163                   | 1280                   | 1120                   | 880                    |
| Ашисай, село    | Руська Таловка | 319                    | 198                    | -                      | -                      |